# Lockheed D-21/M-21

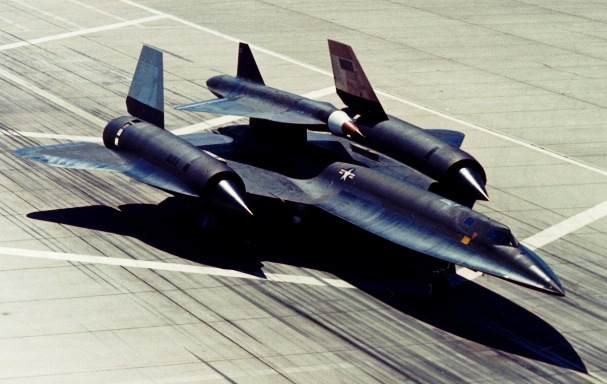
D-21 stă pe spatele avionului M-21

Lockheed D-21 a fost un avion de recunoaștere fără pilot, capabil de Mach 3+ a cărui proiectare a început în octombrie 1962. Cunoscut inițial ca Q-12, urma să fie lansat de pe spatele avionului A-12 Oxcart (varianta M-21) pentru zboruri de durată foarte lungă sau misiuni care erau prea periculoase pentru vehicule pilotate.